# ناحیه شدادی
ناحیه شدادی (به عربی: ناحیة الشدادی) یک ناحیه در سوریه است که در منطقه الحسکه واقع شده‌است. ناحیه شدادی ۵۸٬۹۱۶ نفر جمعیت دارد.